# 万泉河路
39°59′13″N 116°17′37″E / 39.98703°N 116.29359°E
万泉河路位于北京市海淀区，是北京市城市中心区向西北方向的一条快速路。道路南起三环西北角的苏州桥，北至上跨颐和园路的西苑桥，与圆明园西路相接继续向北延伸，全长4.18公里。万泉河路是1984年治理万泉河时新辟道路，2002年改造为城市快速路。这条快速路为城区前往颐和园、圆明园提供了方便，并改善了中关村的交通状况。

## 连接桥区
- 西苑桥
- 万泉河桥
- 稻香园桥
- 万泉庄桥
- 苏州桥